# Ливонское королевство
Ливонское королевство — марионеточное государство, формально провозглашённое Иваном Грозным во время Ливонской войны.
После того, как в 1568 году в войну вступила Швеция, Ивану Грозному пришлось отказаться от прямого завоевания Ливонии. С апреля 1569 года Иван IV рассматривал план создания в Ливонии государства, возглавляемого датским принцем, герцогом Магнусом в качестве вассала царя. Магнуса этот проект заинтересовал, и в сентябре он отправил своих посланников в Москву. Было достигнуто предварительное соглашение, и 27 ноября посланники получили от царя в Александровской слободе грамоту, содержащую условия для создания вассального Ливонского государства.
10 июня 1570 Магнус прибыл в Москву и был принят с великой торжественностью. Он был официально провозглашен королём Ливонии, дал клятву верности царю и был помолвлен с княжной Евфимией Старицкой, дочерью князя Старицкого.
Магнус привел с собой лишь малый контингент солдат, но в качестве короля Ливонии он был назначен командующим русскими войсками, посылаемыми против шведов. 25 июня он с русской экспедиционной армией двинулся в Ливонию, и 21 августа приступил к осаде Ревеля.
Иван Грозный рассчитывал, что датский король Фредерик II пришлёт флот на помощь своему младшему брату Магнусу, но эти надежды не оправдались, и осаду Ревеля пришлось снять. Однако в целом идея создания вассального королевства оказалась удачной — Магнус, сын европейского короля, был в глазах ливонского дворянства гораздо притягательнее Ивана Грозного. При этом его лояльность Москве не вызывала сомнений.
Пытаясь упрочить своё шаткое положение, в 1577 году Магнус начал тайные переговоры с королём Польши Стефаном Баторием, в результате которых он передал права на трон роду Батори. Магнус обратился к населению с призывом, чтобы они сдавались, если не хотят быть захваченными Иваном Грозным. Отдельно отмечалось, что это делается для дальнейшего их возвращения в Польское владение. Узнав об этом, Иван Грозный арестовал Магнуса. Государство было ликвидировано 28 декабря 1578 года. Позднее Магнус был помилован и отпущен. Лишившись королевства, Магнус умер в нищете.